# Agilodocodon scansorius
L'agilodocodonte (Agilodocodon scansorius) è un mammaliaforme estinto, appartenente ai docodonti. Visse nel Giurassico medio (Calloviano, circa 164 - 161 milioni di anni fa) e i suoi resti fossili sono stati ritrovati in Cina.

## Descrizione
Questo animale era di piccole dimensioni e doveva avere la taglia di un odierno toporagno. Era lungo circa 13 centimetri dal muso alla coda, e doveva pesare circa 27 grammi. L'aspetto era vagamente simile a quello di uno scoiattolo, con un muso allungato, artigli ricurvi e articolazioni di caviglie e polsi particolarmente flessibili, tipici dei moderni mammiferi arboricoli. I denti anteriori erano a forma di vanga, e la mandibola era molto allungata e sottile. I denti posteriori erano tipici dei docodonti, con cuspidi organizzate in due file.

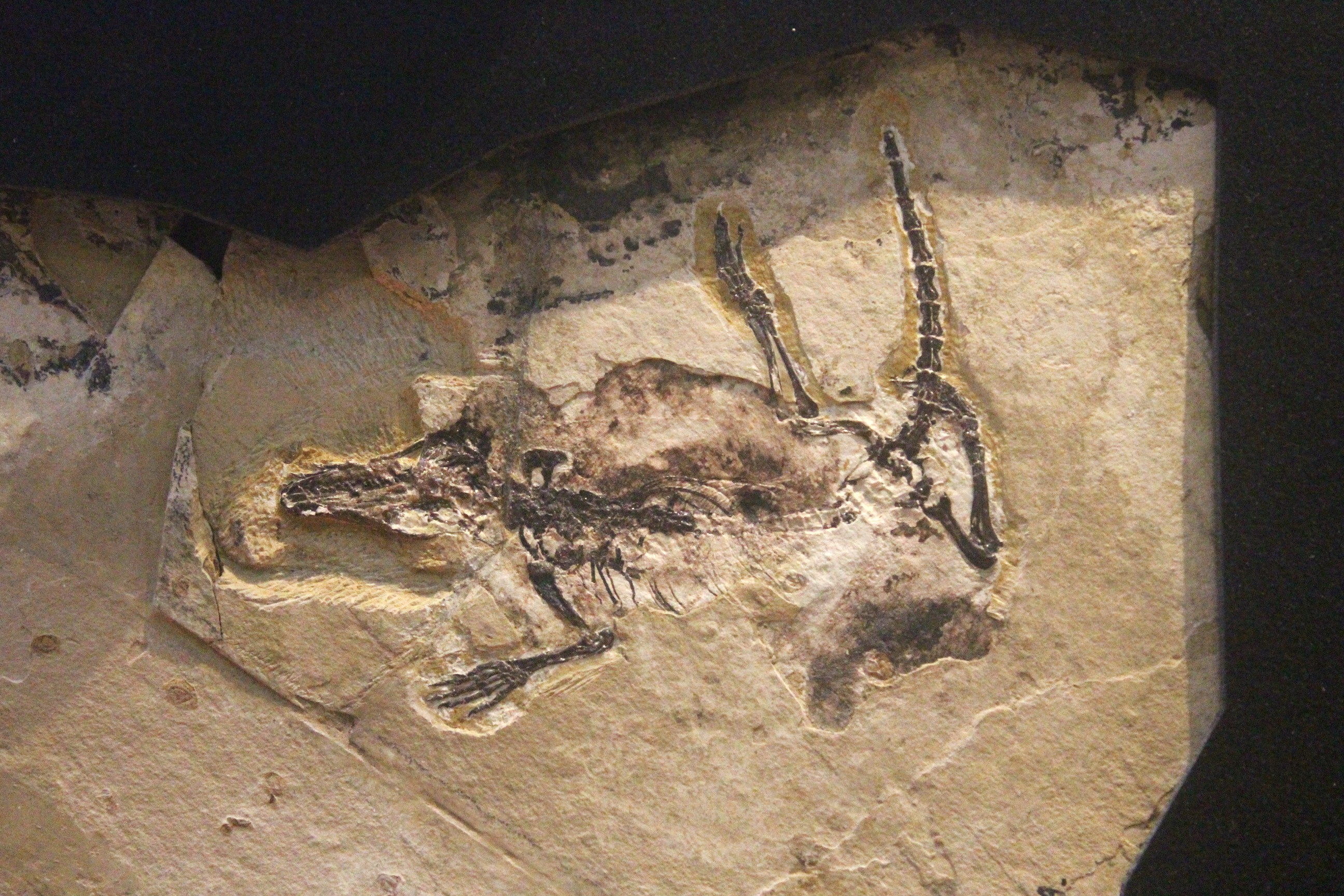
Fossile di Agilodocodon scansorius

## Classificazione
Agilodocodon scansorius venne descritto per la prima volta nel 2015, sulla base di resti fossili eccezionalmente conservati provenienti dalla formazione Tiaojishan nella zona di Daohugou (Mongolia Interna, Cina). Agilodocodon era un membro specializzato dei docodonti, un gruppo di mammiferi mesozoici arcaici dalle numerose specializzazioni, che includevano anche animali dalle abitudini fossorie (Docofossor) o acquatiche (Castorocauda).

## Paleoecologia
Le caratteristiche degli arti di Agilodocodon indicano che questo animale doveva essere in grado di arrampicarsi sugli alberi; è quindi considerato il primo mammifero arboricolo. I denti anteriori "a vanga" farebbero pensare che Agilodocodon fosse in grado di masticare la corteccia degli alberi e di consumare la linfa delle piante. Tuttavia, alcuni studiosi hanno indicato che la mandibola era troppo sottile per poter permettere un'azione di masticazione su un elemento duro come la corteccia, e gli stessi denti anteriori erano piuttosto diversi dai denti delle odierne scimmie che si cibano di linfa (Balter, 2015).